# Gira Documental La Renga: Totalmente Poseídos
La Renga: Totalmente Poseídos, es la decimocuarta gira que realiza la banda de Hard rock argentina La Renga. Comenzó el 13 de abril de 2024. Se realizó en apoyo a su película titulada La Renga: Totalmente poseídos. Comenzaron con un concierto en Canelones, para luego continuar con un doblete en el Estadio Único en el mes de mayo, en dos noches a lleno total. En junio, la banda regresó al Estadio Mario Alberto Kempes tras casi nueve años, y luego, dio dos conciertos más en Argentina, que tuvieron lugar en Comodoro Rivadavia, donde volvieron a tocar después de nueve años. Cabe destacar que el segundo concierto fue transmitido por YouTube a beneficio de un niño que tuvo que ser operado de un tumor lingual. Luego dieron tres conciertos en Europa, que se desarrollaron en España e Italia. En noviembre, tras su gira por Europa, regresaron a Argentina para tocar en Tucumán, y luego lo hicieron en diciembre en La Habana y en Necochea, para despedir finalmente al 2024.

## Película, lanzamiento de temas nuevos y gira

### 2024
El 13 de abril, la banda regresó a Uruguay para tocar en el Parque Roosevelt de Canelones.
Los días 4 y 11 de mayo, regresaron a La Plata después de dos años, con dos conciertos en el Estadio Único, ambos a lleno total, ya de vuelta en Argentina, y a su vez, dando inicio formal a esta nueva gira. En la primera y segunda  noche en La Plata, la banda subió al escenario en un triciclo eléctrico, provocando el fervor de los más de 40.000 seguidores que acudieron al lugar. Abrieron, en el primer banquete, con el doblete Buena ruta hermano-Motoralmaisangre, ante un Estadio Único totalmente lleno. La única visita al Estadio Único que no se pudo dar fue la de los días 9 de abril y 28 de mayo de 2016, cuando iban a presentar ahí su álbum Pesados vestigios. En este recinto realizaron dos conciertos en formato 360°, donde montaron un escenario giratorio circular, como lo hicieron en 2004 en el estadio de Huracán (4 de diciembre) y en 2007, también en el Estadio Único (23 y 24 de junio). Otra de las opciones de la banda que se barajó para su regreso a La Plata fue el estadio de Estudiantes, pero optaron por elegir el estadio mencionado más arriba para que fuese la sede de inicio de esta nueva gira. 
El concierto del 11 de mayo se iba a realizar 10 días antes, pero por problemas de logística y transporte se pospuso para el mismo 11 de mayo. En el concierto del 4 de mayo, la banda le rindió homenaje al líder de Manal, Javier Martínez, que falleció a causa de una caída, y de quien interpretaron la canción No pibe. Allí estrenaron los temas Buena ruta hermano y La banquina de algún lado. Contaron también con Alejandro Medina y Nacho Smilari, con los que tocaron el tema mencionado anteriormente, No pibe, La maldita máquina de matar, Doña Laura y Salgan al Sol, ambos de Manal y Billy Bond. Los últimos conciertos en Argentina tuvieron lugar los días 6, 9, 11 y 13 de enero de 2024 en el estadio de Racing, en el cierre de la gira de presentaciones del álbum Alejado de la red (2022). En el concierto del 11 de mayo, el líder de la banda le propinó un insulto al presidente argentino Javier Milei, con el que mantienen una disputa, lo que provocó que el público del Estadio Único rompiera en aplausos. Esto ocurrió durante la interpretación de su tema Vende patria clon, del disco autotitulado La Renga, lanzado en 1998.
El 22 de junio de 2024, regresaron al Estadio Mario Alberto Kempes después de casi una década, ante 55.000 personas. En el nuevo concierto, la banda contó con la actuación especial del coro de niños llamado Canciones Urgentes para mi Tierra, quienes también participaron con el grupo Divididos, durante la interpretación de su tema El rebelde. A la hora señalada, subieron al escenario en un triciclo eléctrico, igual que en La Plata, lo que provocó que el estadio estallase de alegría. Abrieron nuevamente, igual que en el primer banquete en La Plata, con la dupla Buena ruta hermano-Motoralmaisangre.
Los días 19 y 21 de septiembre, regresaron después de nueve años a Comodoro Rivadavia para tocar en el Predio Ferial, donde tocaron Buena ruta hermano en honor a un viejo amigo, llamado Gustavo Bustamante, que el día del último concierto en esa ciudad (16 de septiembre de 2015), falleció a causa de un accidente de moto. El concierto del 21 de septiembre fue transmitido desde el canal de YouTube de la banda a beneficio de un niño que necesitaba operarse de un tumor lingual. Por eso, el público colaboró para que el niño pudiera continuar su tratamiento en España, en la ciudad de Barcelona. Se desarrolló bajo el título Amigos por Lihuén.
Los días 16, 19 y 23 de octubre dieron tres nuevos conciertos en territorio europeo. Tuvieron lugar en España e Italia. Las ciudades elegidas para esta mini gira por Europa fueron Mallorca, Nápoles y Madrid. Allí, en la primera y tercera ciudad mencionada, presentaron su álbum Truenotierra, más exactamente en el año 2007. Los nuevos conciertos de esta gira tuvieron lugar en Trui Son Fusteret, Arena Flegrea y WiZink Center. 
El 23 de noviembre, después de nueve años, regresaron nuevamente a Tucumán para volver a tocar en el Club Central Córdoba, siendo este el último concierto de la gira en Argentina. Este concierto se dio tras la mini gira realizada por la banda durante el mes de octubre en España e Italia, donde tocaron ante un total de 16.000 personas. En el concierto, los miembros de la banda volvieron a interpretar los temas que hacía tiempo que no sonaban en vivo:  El rastro de la conciencia, Lo frágil de la locura, y Para que yo pueda ver, entre otras. Además, homenajearon al bajista Willy Quiroga, que falleció dos días antes a causa de una enfermedad pulmonar obstructiva crónica a los 84 años, a poco tiempo de haber anunciado su retiro definitivo de los escenarios. Allí, la banda interpretó A nadie le interesa si quedás atrás (Total qué). 
El 6 de diciembre, tocaron por primera vez en su historia en Cuba, con un concierto en su capital, La Habana. Se desarrolló en la Calle 23 y 12, con entrada libre y gratuita. El concierto marcó el regreso de la banda a América Central después de 27 años. El concierto se desarrolló en el Festival Internacional de Cine de La Habana. En este concierto, volvieron a interpretar su canción El hombre de la estrella, de su álbum homónimo de 1998. Durante la actuación, el líder de la banda hizo una mención al reconocido guerrillero argentino-cubano Ernesto "Che" Guevara, quien murió asesinado el 9 de octubre de 1967 en Bolivia, producto de una herida por arma de fuego. Se desarrolló bajo una intensa lluvia, que no generó complicaciones y tampoco se corrió el riesgo de que la proyección de su película fuera detenida. El 28 de diciembre, tras el histórico concierto en Cuba, la banda regresó a la Argentina para tocar en el Polideportivo Municipal de Necochea, luego de que circularan rumores de su posible visita. El concierto marcó el regreso a la Costa Atlántica después de nueve años.

### 2025
Comienzan un nuevo año tocando el 1 de febrero en el Polideportivo Municipal N° 2 de San Rafael. El concierto marcó el regreso a escena tras un mes y un par de días de inactividad, y a su vez, a tierras sanrafaelinas tras casi 17 años. La última vez de la banda en esa ciudad tuvo lugar el 13 de septiembre de 2008, casi sobre el final de la gira de presentación de Truenotierra.
El 22 de marzo, tras un mes y 21 días de inactividad, la banda dio un concierto en El Calafate. Se desarrolló en el Anfiteatro del Bosque, donde habitualmente se desarrolla la Fiesta del Lago. El concierto marcó el regreso a Santa Cruz tras 16 años. La última vez de la banda allí en esa provincia tuvo lugar el 31 de enero de 2009, sobre el cierre de la gira de presentaciones de Truenotierra, en donde la sede elegida para la fecha de aquel concierto fue el Boxing Club de Río Gallegos. En el concierto de reencuentro con el público santacruceño, la banda le dedicó un tema a su baterista, quien dos días antes cumplió 62 años. Se trata de la canción La furia de la bestia rock, octavo tema de la noche, incluido en su disco Algún rayo (2010). Sobre el final del concierto, sonó uno de los 5 temas instrumentales que integran la road movie. Se trata del tema Carnavalito experience, aquel que cierra la banda sonora de su película lanzada el 7 de marzo de 2024. Ya en el cierre del show, se mostró en las pantallas un video en donde se ve a Alberto Miglioranza desde la consola. Este fallece el 9 de febrero, luego de atravesar delicados problemas de salud. De fondo se oye una canción en su honor, aquella que se titula Gracias por la música.
El 12 de abril, luego de varios rumores y muchas especulaciones, la banda regresó a La Plata para dar un concierto a beneficio de Bahía Blanca. El concierto tuvo lugar en el playón de estacionamiento del Estadio Único, en total apoyo a los damnificados de las devastadoras inundaciones de Bahía Blanca de 2025 del día 7 de marzo de ese mismo año, en las cuales se registraron 17 muertos, un desaparecido y más de 1400 evacuados. Todo lo recaudado de aquel concierto fue destinado para la reconstrucción y la compra de insumos del Hospital Municipal de Agudos Leónidas Lucero. Este show fue la antesala a su banquete del 31 de mayo en el estadio de Colón. Fue transmitido exclusivamente desde el canal de YouTube de la banda, como ha pasado en algunas otras ocasiones en su larga carrera. El nuevo banquete se realizó bajo el lema La Renga x Bahía Blanca. El último concierto benéfico realizado por la banda tuvo lugar el 21 de septiembre de 2024, cuando en aquella ocasión tocaron en Comodoro Rivadavia a beneficio de un niño que necesitaba operarse de un tumor lingual, continuando luego su tratamiento en Barcelona, y cuya realización tuvo lugar bajo el título Amigos por Lihuén. Además, antes de comenzar su canción Panic show, el líder de la banda agradeció a todos los asistentes al concierto por haber ayudado a los damnificados de aquella inundación de Bahía Blanca, y volvió a disparar muy duro contra Javier Milei, soltando la frase ¡Acá están los verdaderos leones!, lo que provocó que el público que desbordó el playón del Estadio Único explotara en aplausos, como pasó el 11 de mayo de 2024, antes de que la banda interpretara Vende patria clon. Ya finalizando el banquete, en las pantallas del playón se mostró una foto del fotógrafo Pablo Grillo, quien resultó herido por un arma de fuego mientras fotografiaba la represión realizada durante la marcha de los jubilados del 12 de marzo de 2025.
El 31 de mayo tocaron ante más de 37.000 personas llenando el estadio de Colón. El concierto marcó el regreso de la banda a Santa Fe tras 13 años. Tuvo lugar tras los shows en El Calafate (22 de marzo) y La Plata (12 de abril, a beneficio de los inundados de Bahía Blanca). El reencuentro hizo foco, esta vez, en su película La Renga: Totalmente poseídos, lanzada el 7 de marzo de 2024. En el concierto, la banda interpretó una canción que volvió a sonar en vivo luego de 12 años. Se trata de la canción El terco, del álbum que le da nombre a la banda y que salió en 1998.
Los días 28 de junio, 1 y 5 de julio, tras el exitoso concierto en el estadio de Colón, la banda regresó a Buenos Aires después de 8 años. El reencuentro con el público capitalino tuvo lugar nuevamente en el estadio de Huracán, en donde brindaron tres funciones arrasadoras, todas ellas a lleno total. Ya llevan 13 shows en este escenario: Dos en 1999 (4 y 5 de diciembre), uno en 2001 (19 de mayo), uno en 2004 (4 de diciembre), seis en 2017 (29 de julio, 2, 5, 9, 26 y 30 de agosto) y tres en 2025 (28 de junio, 1 y 5 de julio). El regreso a Buenos Aires se dio luego de varias idas y vueltas para que la banda pueda tocar otra vez en suelo capitalino, por lo cual recibieron el apoyo de artistas como León Gieco y tres de los integrantes de la legendaria banda Los Piojos (Andrés Ciro Martínez, Daniel "Piti" Fernández y el baterista Sebastián "Roger" Cardero). En el concierto del 28 de junio, el líder de la banda disparó muy fuerte contra su colega Miguel Vilanova, conocido en la jerga artística como Botafogo, debido a que recibió críticas duras por parte de este último debido a que, según palabras del mencionado, la banda liderada por Chizzo apareció sin aviso previo en el escenario donde se desarrollaba el homenaje a Pappo, realizando luego un filoso descargo, ni bien se aferró al micrófono. Esto ocurrió mientras la banda interpretaba El monstruo que crece. En el segundo banquete (1 de julio), hizo una clara referencia a los jubilados y a los niños enfermos. Además, como en aquel concierto del 4 de diciembre de 2004, la banda interpretó un enganchado de tres canciones denominado La trifásica, conformado por las siguientes canciones: Caricias de asfalto (en memoria de Pappo), Arte infernal y A nadie le interesa si quedás atrás (Total qué) (el último, en homenaje al recientemente fallecido Willy Quiroga). El estadio de Huracán se convierte en el estadio de fútbol con más visitas de la banda en Buenos Aires, con 13 shows en las épocas mencionadas, en donde además se han grabado los álbumes Insoportablemente vivo y En el ojo del huracán. En su última visita a este estadio en 2017 (29 de julio, 2, 5, 9, 26 y 30 de agosto), la banda presentó su álbum Pesados vestigios (2014), convocando un total de 100.000 personas. En el reencuentro, la banda repasó toda su discografía y presentó los temas ya grabados en su película, además de interpretar su inédito Hay un tirano que es para vos. En el concierto del 5 de julio, después de mucho tiempo, vuelven a interpretar su canción Panic show, la cual esporádicamente es usada en los actos políticos de Javier Milei, algo que hace unos años generó malestar en la banda, por lo cual tuvieron que emitir un comunicado expresando su molestia por el uso sin permiso de la canción propiamente dicha. Antes de interpretarla, a modo de ironía, el líder de la banda soltó la frase El tema que sigue se titula Hay un tirano que me robó el león, provocando que el público del estadio de Huracán soltara carcajadas. Además tocaron éxitos como Para que yo pueda ver, Llenado de llorar y Masomenos blues. Esta última no se interpretaba desde el concierto del 26 de agosto de 2017, cuando tocaron también en el estadio de Huracán en su quinto concierto de ese año en suelo capitalino.

## Repertorio
Representa el concierto del 4 de mayo de 2024 en La Plata:
1. "Buena ruta hermano"
2. "Motoralmaisangre
3. "A tu lado"
4. "A la carga mi rocanrol"
5. "Nómades"
6. "Buena pipa"
7. "Tripa y corazón"
8. "Parece un caso perdido"
9. "Cuándo vendrán"
10. "Bien alto"
11. "En el baldío"
12. "Ese lugar de ninguna parte"
13. "El twist del pibe"
14. "Corazón fugitivo"
15. "Flecha en la clave"
16. "Vende patria clon"
17. "Canibalismo galáctico"
18. "El rey de la triste felicidad"
19. "El rito de los corazones sangrando"
20. "Cuando estés acá"
21. "Montaña roja"
22. "Elefantes pogueando"
23. "Oportunidad oportuna"
24. "La banquina de algún lado"
25. "El viento que todo empuja"
26. "Oscuro diamante"
27. "La razón que te demora"
28. "No pibe"
29. "Panic show"
30. "Desnudo para siempre (o Despedazado por mil partes)"
31. "El final es en donde partí"
32. "Hablando de la libertad"

## Conciertos
| Fecha                    | Ciudad                 | País      | Recinto                                    |
| ------------------------ | ---------------------- | --------- | ------------------------------------------ |
| América del Sur          |                        |           |                                            |
| 13 de abril de 2024      | Canelones              | Uruguay   | Parque Roosevelt                           |
| 4 de mayo de 2024        | La Plata               | Argentina | Estadio Ciudad de La Plata                 |
| 11 de mayo de 2024       | La Plata               | Argentina | Estadio Ciudad de La Plata                 |
| 22 de junio de 2024      | Córdoba                | Argentina | Estadio Mario Alberto Kempes               |
| 19 de septiembre de 2024 | Comodoro Rivadavia     | Argentina | Predio Ferial                              |
| 21 de septiembre de 2024 | Comodoro Rivadavia     | Argentina | Predio Ferial                              |
| Europa                   |                        |           |                                            |
| 16 de octubre de 2024    | Mallorca               | España    | Trui Son Fusteret                          |
| 19 de octubre de 2024    | Nápoles                | Italia    | Arena Flegrea                              |
| 23 de octubre de 2024    | Madrid                 | España    | WiZink Center                              |
| América del Sur          |                        |           |                                            |
| 23 de noviembre de 2024  | San Miguel de Tucumán  | Argentina | Club Central Córdoba                       |
| América Central          |                        |           |                                            |
| 6 de diciembre de 2024   | La Habana              | Cuba      | Calle 23 y 12                              |
| América del Sur          |                        |           |                                            |
| 28 de diciembre de 2024  | Necochea               | Argentina | Polideportivo Municipal                    |
| 1 de febrero de 2025     | San Rafael             | Argentina | Polideportivo Municipal N° 2               |
| 22 de marzo de 2025      | El Calafate            | Argentina | Anfiteatro del Bosque                      |
| 12 de abril de 2025      | La Plata               | Argentina | Playón Estadio Único                       |
| 31 de mayo de 2025       | Santa Fe               | Argentina | Estadio Brigadier General Estanislao López |
| 28 de junio de 2025      | Buenos Aires           | Argentina | Estadio Huracán                            |
| 1 de julio de 2025       | Buenos Aires           | Argentina | Estadio Huracán                            |
| 5 de julio de 2025       | Buenos Aires           | Argentina | Estadio Huracán                            |
| 27 de septiembre de 2025 | Colonia del Sacramento | Uruguay   | Campus Municipal Prof. Dr. Alberto Suppici |
| 18 de octubre de 2025    | Asunción               | Paraguay  | Jockey Club                                |
| 23 de noviembre de 2025  | Florianópolis          | Brasil    | Stage Music Park                           |
| 31 de enero de 2026      | Santiago de Chile      | Chile     | Parque Ciudad Empresarial                  |

## Estado de la gira
El tour retomó su marcha en el Polideportivo Municipal N° 2.

## Conciertos suspendidos y/o reprogramados
| Fecha             | Ciudad, País        | Lugar                      | Motivo                                                                                 |
| ----------------- | ------------------- | -------------------------- | -------------------------------------------------------------------------------------- |
| 1 de mayo de 2024 | La Plata, Argentina | Estadio Ciudad de La Plata | Se suspendió por problemas de logística y transporte. Se reprogramó para el 11 de mayo |

## Países visitados y por visitar
- Argentina
- Brasil
- Chile
- Cuba
- España
- Italia
- Paraguay
- Uruguay

## Formación durante la gira
- Gustavo "Chizzo" Nápoli - Voz y guitarra eléctrica (1988-Presente)
- Gabriel "Tete" Iglesias - Bajo (1988-presente)
- Jorge "Tanque" Iglesias - Batería (1988-presente)
- Manuel "Manu" Varela - Saxo, teclados y armónica (1994-presente)

## Músicos invitados
- Alejandro Medina - Voz y bajo en el concierto en La Plata
- Nacho Smilari - Guitarra en el concierto en La Plata